# Trigonopterus obelix
Espèce
Trigonopterus obelix est une espèce de coléoptères, du genre Trigonopterus, découverte sur l'île de Célèbes, dans le Sulawesi du Sud.

## Systématique
L'espèce Trigonopterus obelix a été décrite en 2019 par Alexander Riedel (d) dans une publication rédigée en compagnie de Raden Pramesa Narakusumo (d).  

## Description
L'holotype de Trigonopterus obelix, un mâle, mesure 2,65 mm. Ses antennes ainsi que ses pattes sont de couleur rouille. Le reste de son corps est noir.
La taille des différents spécimens étudiés varie de 2,48 à 2,75 mm. La femelle se distingue du mâle par son rostre mince, et sa ventrite abdominale 5 qui est plane.

## Étymologie
Son nom spécifique lui a été donné en référence à Obélix, le personnage de fiction créé par René Goscinny et Albert Uderzo,.

## Publication originale
- (en) Alexander Riedel et Raden Pramesa Narakusumo, « One hundred and three new species of Trigonopterus weevils from Sulawesi », ZooKeys, Sofia, Pensoft Publishers (d), vol. 828,‎ 7 mars 2019, p. 1–153 (ISSN 1313-2989 et 1313-2970, OCLC 248547717, PMID 30940991, PMCID 6418079, DOI 10.3897/ZOOKEYS.828.32200, lire en ligne).